# Lonbraz Kann
Lonbraz Kann (también conocida como Sugarcane Shadows) es una película mauriciana de 2014 dirigida por David Constantin.

## Sinopsis
Tras el cierre de una fábrica de azúcar los residentes se ven afectados: las casas de los trabajadores son destruidas para hacer espacio a nuevas residencias de lujo y se traen extranjeros para trabajar en su construcción.

## Elenco
- Danny Bhowaneedin como Marco
- Nalini Aubeeluck como Devi
- Raj Bumma como Bissoon

## Producción
La película comenzó en 2006 como un proyecto llamado Sans Sucre en el taller "Produire au Sud" del Festival de los Tres Continentes en Nantes, Francia. Participó en el Foro de Producción Francófona de 2010 en el Festival International du Film Francophone de Namur. En 2012, fue seleccionada para participar en el laboratorio de cine Open Doors del Festival Internacional de Cine de Locarno. La producción recibió 93.000 euros de ACPCulture + y 40.000 euros de la Organización Internacional de la Francofonía. Se rodó entre noviembre y diciembre de 2013 en obras de construcción reales en Mauricio. Constantin eligió a personas sin experiencia previa en actuación porque quería encontrar residentes locales que tuvieran experiencias relacionadas con los personajes que interpretaban.

## Lanzamiento
Lonbraz Kann se estrenó en el Festival international du film d'Afrique et des îles en Reunión el 2 de octubre de 2014. También se proyectó en varios festivales internacionales, incluido el Festival International du Film Francophone de Namur, Festival Internacional de Cine de Zanzíbar y el Festival Internacional de Cine de Seattle.

## Recepción
Recibió el premio al Mejor Guion en el Festival Internacional de Cine de Durban 2015. También se alzó con dos triunfos en los Premios de la Academia del Cine Africano 2015 en la categoría Logro en cinematografía y Logro en sonido.